# Daniela Chalbaud
Daniela Xanadú Chalbaud Maldonado (Caracas, 3 de diciembre de 1990) es una modelo venezolana representante del Distrito Capital en el Miss Venezuela 2012 y ganadora del título Miss Intercontinental 2012.

## Biografía

### Miss Venezuela 2012
Daniela obtuvo la banda de Miss Distrito Capital por manos de Osmel Sousa, participó en el magno certamen de la belleza venezolana donde a pesar de ser una de las Favoritas, no logró clasificar al cuadro de semifinalistas. Sin Embargo, Chalbaud fue designada para representar a su país en el Miss Intercontinental 2012 a realizarse a finales del mismo año en Alemania, donde finalmente se convierte la ganadora del certamen, siendo la quinta venezolana en alcanzar la corona del Miss Intercontinental.